# William Clark

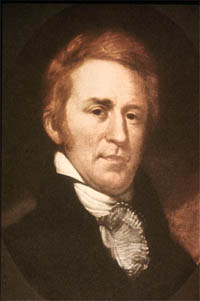
William Clark

William Clark (* 1. August 1770 im Caroline County, Colony of Virginia; † 1. September 1838 in St. Louis, Missouri) war ein Entdecker, der Meriwether Lewis auf der Lewis-und-Clark-Expedition begleitete. Er war der jüngere Bruder eines Teilnehmers des Amerikanischen Unabhängigkeitskrieges, George Rogers Clark.

## Leben
William Clark war das neunte von zehn Kindern. 1785 zog die Familie von Virginia nach Louisville, Kentucky. Nachdem sein Bruder George zur Armee gegangen war, folgte ihm William Clark und nahm an diversen lokalen Militäraktionen teil. 1792 wurde er zum Leutnant in der regulären Armee bestellt und dem Regiment von General Anthony Wayne zugeteilt. Er diente vier Jahre lang und nahm u. a. an der Schlacht von Fallen Timbers gegen Ureinwohner teil. Während seiner Militärzeit stand auch Meriwether Lewis eine Weile unter seinem Kommando.
1796 verließ Clark die Armee und verbrachte die Zeit auf seinem Anwesen in Louisville und auf Reisen. 1803 fragte ihn Lewis, ob er mit ihm zusammen das Kommando über das neu gebildete Entdeckungs-Korps übernehmen wolle. Sie verbrachten dann drei Jahre mit der Lewis-und-Clark-Expedition, die von der Mündung des Missouri in den Mississippi bis zum Pazifischen Ozean und zurück reichte. Obwohl Clark formal Lewis unterstellt war, neigte er dazu, das Kommando gleichberechtigt zu führen. Er konzentrierte sich hauptsächlich darauf, Karten zu zeichnen und Pflanzen und Tiere zu identifizieren. Nach der Rückkehr im Jahr 1806 verbrachte er viel Zeit damit, die gesammelten Informationen zu festigen.
Clark wurde zum Brigadegeneral der Miliz ernannt und 1807 zum Inspektor für Indianische Angelegenheiten im Louisiana-Territorium. Sein Hauptquartier richtete er in St. Louis ein. Am 5. Januar 1808 heiratete er Julia Hancock. Später wurde ihnen ein Sohn geboren, den sie zu Ehren des Partners seines Vaters Meriwether Lewis Clark nannten. Während des Krieges von 1812 führte er viele Aktionen an und errichtete den ersten Außenposten im heutigen Wisconsin. Als im Jahr 1813 das Missouri-Territorium gebildet wurde, berief man Clark zu seinem Gouverneur.
Nach dem Krieg kehrte Clark zu seiner Verwaltungsaufgabe für Indianische Angelegenheiten zurück. Er ergriff verschiedene diplomatische und militärische Maßnahmen gegen dortige Aufstände. Außerdem arbeitete er als Landvermesser.
Clark starb am 1. September 1838; er wurde auf dem Bellefontaine-Friedhof in St. Louis begraben. Seine Familie ließ dort einen zehn Meter hohen Obelisk aus grauem Granit errichten und hinterlegte Geld zum Unterhalt der Grabstelle. Im späten 20. Jahrhundert war sie verfallen. Seine Nachfahren sammelten 100.000 US-Dollar, um sie zu restaurieren, und feierten am 21. Mai 2004, dem 200. Jahrestag des Expeditionsbeginns, die Wiederherstellung des Grabes. An der Feier nahmen viele seiner Nachkommen teil, Leute in altertümlicher Kostümierung, Führer vom Indianer-Stamm der Osage und die Lemhi Band vom Stamm der Nördlichen Shoshone.
Die Pflanzengattung Clarkia aus der Familie der Nachtkerzengewächse (Onagraceae) und der Kiefernhäher (engl. Clark’s Nutcracker) ist nach ihm benannt.
Die Forellenart Cutthroat-Forelle erhielt ihren wissenschaftlichen Namen Oncorhynchus clarki im Andenken an William Clark.